# Aminu Waziri Tambuwal
Aminu Waziri Tambuwal (né le 10 janvier 1966) est un homme politique nigérian. Il est président de la Chambre des représentants du Nigeria entre 2011 et 2015. Il est membre du Parti démocratique populaire (PDP) et représente la circonscription fédérale Kebbe-Tambuwal de l'État de Sokoto.
Waziri fut gouverneur de l'État de Sokoto de 2015 à 2023.